# Goran Bregović
Goran Bregović (Sarajevo, 22 de março de 1950) é um músico e compositor sérvio-bósnio que toca uma mistura entre ritmos tradicionais da música da Sérvia e arranjos modernos e pop.
Tornou-se famoso como líder da banda Bijelo Dugme e como compositor de trilhas sonoras para cinema (destacando-se os trabalhos para Emir Kusturica). Em 2017, participou do álbum Residente, do artista de mesmo nome, na faixa "El Futuro Es Nuestro".